# Amblyopone exigua
Amblyopone exigua é uma espécie de formiga do gênero Amblyopone.